# Iekaterina Kalintxuk
Iekaterina Kalintxuk (en rus: Екатерина Калинчук) (Jitovo, Unió Soviètica 1922 - Moscou, Rússia 1997) fou una gimnasta artística russa, guanyadora de tres medalles olímpiques.

## Biografia
Va néixer el 2 de desembre de 1922 a la ciutat de Jitovo, població situada a l'óblast de Tula, que en aquells moments formava part de la República Socialista Federada Soviètica de Rússia (Unió Soviètica) i que avui dia forma part de la Federació Russa.
Va morir l'any 1997 a la seva residència de Moscou, capital de Rússia.

## Carrera esportiva
Va participar, als 29 anys, en els Jocs Olímpics d'Estiu de 1952 realitzats a Hèlsinki (Finlàndia), on va aconseguir guanyar la medalla d'or en la prova de concurs complet (per equips) i de Salt sobre cavall (en aquesta prova per davant de les seves compatriotes Maria Gorokhóvskaia i Galina Minaicheva), així com la medalla de plata en el concurs per aparells.